# آرجون گوپتا
آرجون گوپتا (به انگلیسی: Arjun Gupta) یک بازیگر و تهیه‌کننده آمریکایی است که بیشتر برای ایفای نقش پنی در مجموعه تلویزیونی آمریکایی جادوگران شهرت دارد.

## زندگی شخصی
گوپتا در تامپا، فلوریدا، آمریکا متولد شد. نام پدرش لالیت است، اما در منطقه با نام آل شناخته می‌شود و نام مادرش آنوبا است، اما به عنوان محلی نیز به نام «آنی» شناخته می‌شود تا متناسب با زندگی آمریکایی‌ها باشد. وی در مدرسه مقدماتی برکلی شرکت کرد و در چندین تئاتر مدرسه نیز اجرا کرد. وی در مدرسه هنر تیش در دانشگاه نیویورک شرکت کرد و در سال ۲۰۰۷ با مدرک کارشناسی هنرهای زیبا فارغ‌التحصیل شد.اولین تجربه بازیگری در نقش اصلی او در سال ۲۰۰۹ در کنار اوما تورمن در فیلم مادری بود.
گوپتا از طرفداران تیم Buccaneers Tampa Bay است. در ۹ آوریل ۲۰۱۸، وی از طریق اینستاگرام اعلام کرد که با ورشا هارلالکا نامزد است. آنها سال بعد در مارس ۲۰۱۹ ازدواج کردند.

## فیلم‌شناسی

### فیلم
- مادری در نقش میکش
- رفقای استوار در نقش تری

### سریال‌ها
- جادوگران در نقش ویلیام «پنی» آدیودی[۷] (نقش اصلی)[۷][۸][۹]
- نامحدود در نقش الی ویتفورد (۱ قسمت)
- چگونه از مجازات قتل فرار کرد در نقش کن (۵ قسمت)
- سی‌اس‌آی در نقش کاپیتان جک فریس (۱ قسمت)
- فرینج در نقش عضو مؤسسه فناوری ماساچوست (۱ قسمت)